# Hestiasula masoni
Hestiasula masoni är en bönsyrseart som beskrevs av Giglio-tos 1915. Hestiasula masoni ingår i släktet Hestiasula och familjen Hymenopodidae. Inga underarter finns listade i Catalogue of Life.